# Yushugou (ort i Kina, Hebei Sheng, lat 40,69, long 118,67)
Yushugou (kinesiska: 榆树沟) är en ort i Kina. Den ligger i provinsen Hebei, i den norra delen av landet, omkring 210 kilometer nordost om huvudstaden Peking. Antalet invånare är 4 856. Befolkningen består av 2 205 kvinnor och 2 651 män. Barn under 15 år utgör 11,0 %, vuxna 15-64 år 79 %, och äldre över 65 år 8,0 %.
Runt Yushugou är det ganska tätbefolkat, med 111 invånare per kvadratkilometer. Det finns inga andra samhällen i närheten. I omgivningarna runt Yushugou växer i huvudsak blandskog.
Genomsnittlig årsnederbörd är 903 millimeter. Den regnigaste månaden är juli, med i genomsnitt 254 mm nederbörd, och den torraste är januari, med 2 mm nederbörd.